# Cella solare

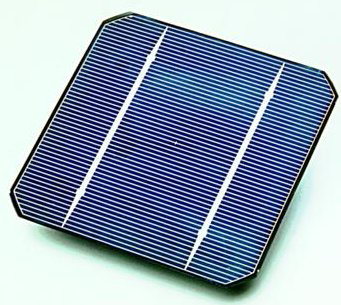
Una cella solare

Una cella solare o cella fotovoltaica è un dispositivo elettrico/elettronico a stato solido (semiconduttore) che converte l'energia della luce solare incidente in elettricità tramite l'effetto fotovoltaico. Si tratta di una tipologia di cellula fotoelettrica, le cui caratteristiche elettriche, cioè corrente, tensione e resistenza, possono variare quando è esposta alla luce. Rappresenta l'elemento costitutivo dei moduli fotovoltaici, anche noti come pannelli solari.

## Materiale e dimensioni
La versione più diffusa di cella fotovoltaica è quella in materiale cristallino ed è costituita da una lamina di materiale semiconduttore, il più diffuso dei quali è il silicio, che si presenta in genere di colore nero o blu e con dimensioni variabili da 4 a 6 pollici.

## Tensione e corrente

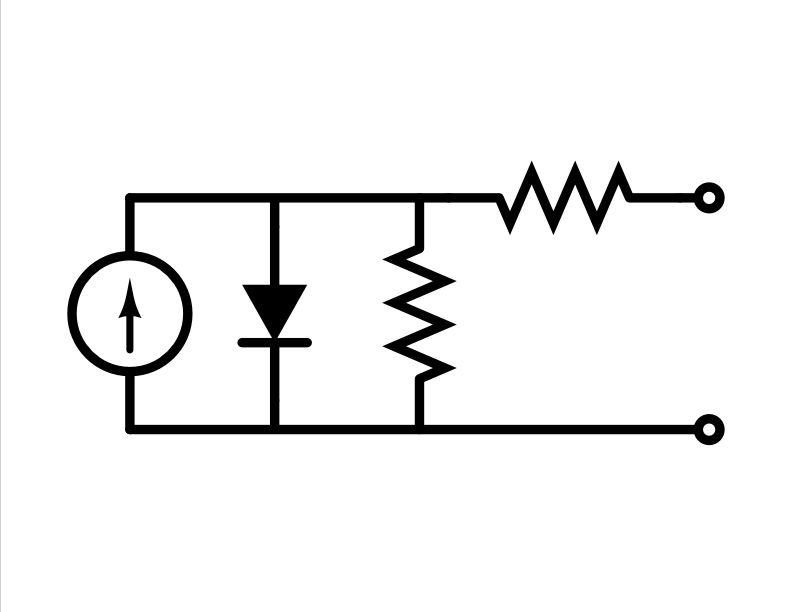
Il circuito equivalente di una cella fotovoltaica.

Una cella solare è di fatto un generatore di corrente tramite effetto fotovoltaico che trasduce in elettricità l'energia solare incidente. Un buon modello matematico per l'analisi del suo funzionamento è l'equazione del diodo ideale di Shockley. Partendo dal circuito equivalente mostrato di fianco si ha che la corrente che scorre sul carico vale:
{\displaystyle I=I_{s}-I_{0}\left({e^{qV_{0} \over \eta kT}-1}\right)-{\frac {V_{0}}{R_{p}}}}
dove:
- I è l'intensità di corrente che scorre sul carico;
- V0 è la differenza di potenziale tra i due terminali del diodo, ovvero quella a vuoto (con I nulla);
- Is è l'intensità di corrente prodotta dal generatore, ed è proporzionale all'intensità della radiazione incidente sulla cella;
- I0 è la intensità di corrente di saturazione, un fattore direttamente proporzionale alla superficie della giunzione p-n;
- q è la carica elementare dell'elettrone;
- k è la costante di Boltzmann;
- T è la temperatura assoluta sulla superficie di giunzione tra le zone p ed n;
- {\displaystyle \eta } è il coefficiente di emissione, anch'esso dipendente dal processo di fabbricazione ed è compreso generalmente tra 1 e 2 (fattore di idealità del diodo);
- Rp è la resistenza parallelo del modello.

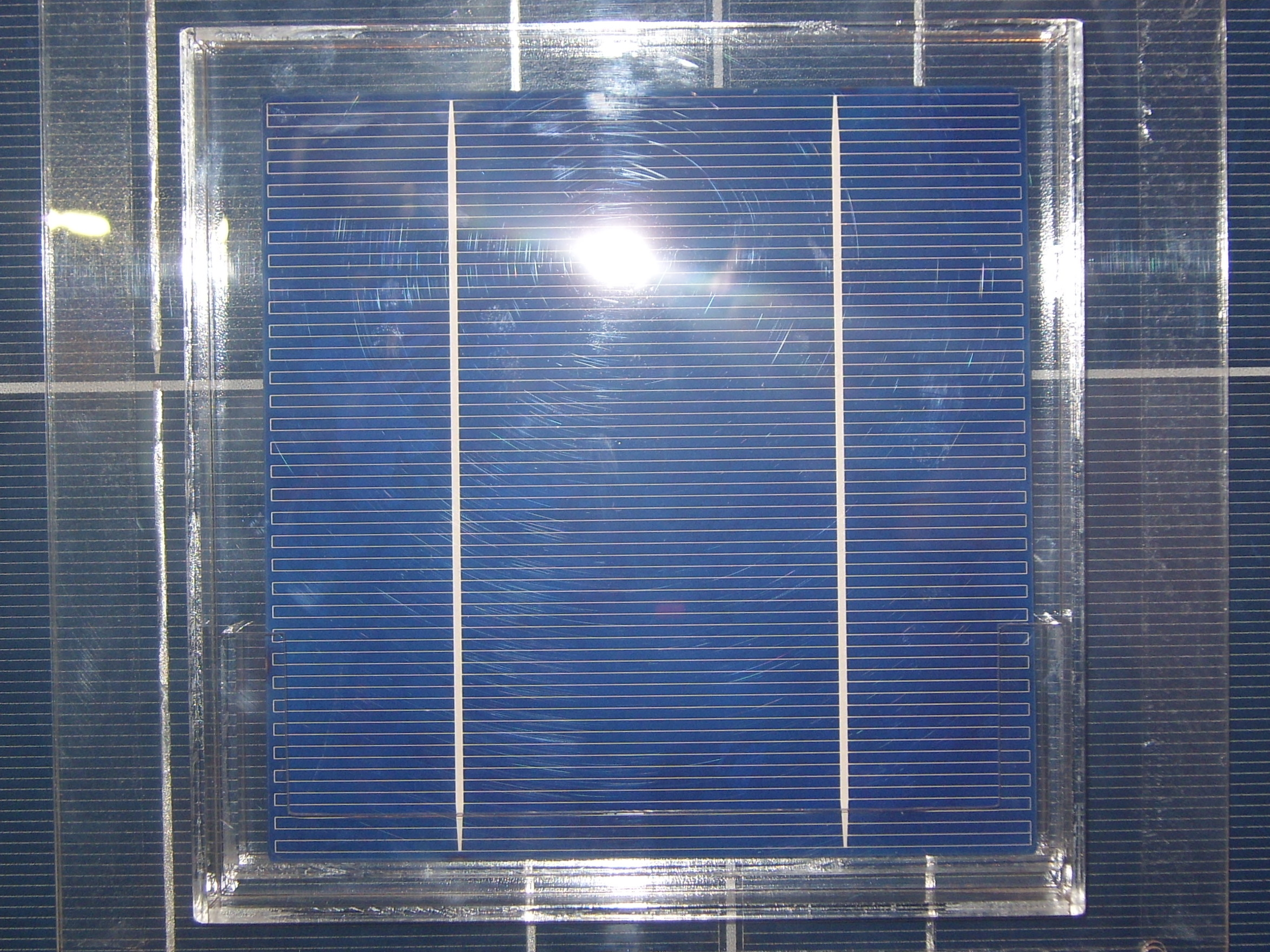

La maggior parte delle celle solari in commercio producono una tensione di circa 0,6 V e vengono messe in serie per ottenere tensioni più alte. La pratica di classificare i prodotti in commercio in 12, 18 o 24 V non deriva dalla tensione al suo punto di massima efficienza, ma dalla possibilità di collegarvi una batteria ricaricabile con analoga tensione nominale.
Se le celle del pannello sono collegate in serie, come si fa normalmente per ottenere una tensione in uscita più alta, non si ha il controllo delle singole celle, perché la corrente è uguale per tutte. La cella in ombra viene quindi attraversata da una corrente più forte di quella che genererebbe da sola e fa da strozzatura per l'intero sistema scaldandosi e potenzialmente danneggiandosi, oltre a disperdere energia. Ne deriva l'importanza che il pannello sia illuminato senza celle in zone d'ombra, ovvero che le celle abbiano esposizione solare simile. Tuttavia tanto più è grande il pannello, tanto più è probabile e ampia la differenza di esposizione e di corrente che la singola cella è in grado di produrre, a meno dell'utilizzo di inseguitori solari.

## Produzione

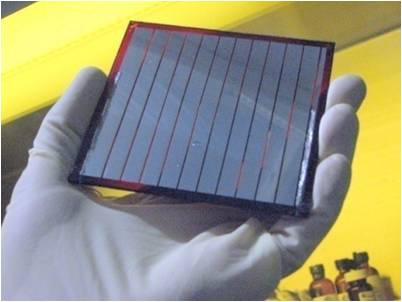

Alcune importanti aziende di produzione sono la tedesca Bosch Solar Energy AG, la spagnola BP Solar, la statunitense Greenshine New Energy, la cinese China Sunergy e l'italiana 3SUN.

## Utilizzi
Oltre all'utilizzo già citato, che è quello relativo alla produzione di pannelli solari, piccoli esemplari di celle fotovoltaiche in materiale amorfo sono in grado di alimentare dispositivi elettronici quali calcolatrici, orologi e altri. Analogamente al modulo, il rendimento della cella fotovoltaica è il rapporto tra l'energia elettrica prodotta dalla cella e l'energia della radiazione solare che investe la sua superficie. Valori tipici per gli esemplari in silicio multicristallino comunemente disponibili sul mercato si attestano attorno al 18%. L'efficienza del modulo è sempre minore, come discusso di seguito.